# Группа армий «Дон»
Группа армий «Дон» (нем. Heeresgruppe Don) — создана 21 ноября 1942 года на южном участке Восточного фронта. 12 февраля 1943 года переформирована в группу армий «Юг».

## Боевой путь группы армий
Группа армий «Дон» была создана на основе штаба 11-й армии (под командованием генерал-фельдмаршала Эриха фон Манштейна), на Сталинградском участке Восточного фронта. 6-я армия, входившая в состав группы армий «Дон», и некоторые другие части были окружены в Сталинграде. Остальные части группы армий пытались деблокировать 6-ю армию.
12 декабря 1942 года группа армий «Дон» под командованием Эриха фон Манштейна начала операцию «Винтергевиттер» («Зимняя гроза»). Целью её был прорыв к окружённой в Сталинграде 6-й армии Фридриха Паулюса.
Главная ударная группировка немцев — армейская группа «Гот» — начала наступление значительно южнее, от станции Котельниково. 302-я стрелковая дивизия, которая противостояла вермахту на этом участке фронта, была разбита в первый же день. Для Красной Армии создавалась если не критическая, то угрожающая ситуация.

## Состав группы армий

### 5 декабря 1942 года
| - Приданы в распоряжение группе армий «Дон»: - 304-я пехотная дивизия - 1/,2/,3/573-й пехотный полк - 1/,2/,3/574-й пехотный полк - 1/,2/,3/575-й пехотный полк - 1/,2/,3/304-й артиллерийский полк - 304-е подразделения поддержки дивизии - 3-я горнопехотная дивизия: - 1/,2/,3/138-й горнопехотный полк - 1/,2/,3/139-й горнопехотный полк - 1/,2/,3/112-й горный артиллерийский полк - 95-й велосипедный батальон - 95-й противотанковый дивизион - 83-й пионерский батальон (горный) - 68-е подразделения поддержки дивизии - 17-я танковая дивизия: - 17-я моторизованная бригада - 1/,2/40-й моторизованный полк - 1/,2/63-й моторизованный полк - 17-й мотоциклетный батальон - 2(?)/39-й танковый полк - 1/,2/,3/27-й артиллерийский полк - 27-е подразделения поддержки дивизии - Выбыло из группы армий - 306-я пехотная дивизия: - 1/,2,/,3/579-й пехотный полк - 1/,2,/,3/580-й пехотный полк - 1/,2,/,3/581-й пехотный полк - 1/,2/306-й артиллерийский полк - 306-е подразделения поддержки дивизии - 8-я авиаполевая дивизия - 1-й батальон (1-4-я и 9-10-я роты) (около 900 человек) (45 ручных пулемётов, 18 станковых пулемётов, 2 50-мм миномёта и 4 81-мм миномёта) - 2-й батальон - Противотанковый дивизион (3 роты) - Артиллерийский дивизион (3 батареи) - Зенитный батальон (3 батареи) - Пионерская рота - Рота связи - Войска поддержки - Войска охраны группы армий «Дон»: - 403-я охранная дивизия: - 1/,2/,3/406-й (усиленный) пехотный полк - 705-й вахтенный батальон - 3/213-й артиллерийский полк (3 дивизиона) - Штаб/177-й ландстрелковый полк - 466-е подразделения поддержки дивизии - 826-й батальон связи (на 10/16/41) - 403-й батальон «Ост Райтер» - II/8-й полицейский полк - 326-й велосипедный вахтенный батальон - Батальон VAGD (не удалось установить) - 551-й механизированный кавалерийский батальон - 901-й батальон "Ост - 403-й батальон - 46-й охранный полк (охрана Донского плацдарма) - Казачий батальон - Войска группового подчинения - 503-й моторизованный пионерный батальон - 557-й мостостроительный батальон - 577-й мостостроительный батальон - 552-й мостостроительный батальон - 26-й мостостроительный батальон - 921-й моторизованный штаб строительства мостов - 9-й мостовой поезд «Б» - 24-й мостовой поезд «Б» - 37-й мостовой поезд «Б» - 54-й мостовой поезд «Б» - 2/60-й мостовой поезд «Б» - 22-й мостовой поезд «Б» - 37-й поезд «Б» - 6-й мостовой поезд «Б» - 124-й мостовой поезд «Б» - 102-й мостовой поезд «Б» - 110-й мостовой поезд «Б» - 125-й мостовой поезд «Б» - 129-й мостовой поезд «Б» - 609-й мостовой поезд «Б» - 1/409-й мостовой поезд «Б» - 630-й мостовой поезд «Б» - 603-й мостовой поезд «Б» - 610-й мостовой поезд «Б» - 602-й мостовой поезд «Б» - 2/407-й мостовой поезд «Б» - 2/411-й мостовой поезд «Б» - 2/412-й мостовой поезд «Б» - 36-й взвод сопровождения мостов - 815-й и 816-й отряды мостового оборудования - 3-й, 21-й и 22-й отряды мостового снаряжения - Командование 1-й крепостной пионерной бригады - Штаб 30-й строительной бригады - 36-й и 103-й строительные полки - 419-й и 81-й строительные батальоны - 71-й строительный отряд - 73-й строительный отряд - 5 взводов снегоочистительных поездов - 3/521-й батальон связи - 3/4-й батальон связи - 40-й и 558-й полки связи - 43-я команда полевых связи - 649-я (мот) рота пропаганды - 521-й (мот) картографический отряд - 566-й картографический склад - Группа «Холлидт»: - I отряд - 11-я румынская пехотная дивизия - 2-й пехотный полк - 3-й пехотный полк - 19-й пехотный полк - 21-й лёгкий артиллерийский полк - 26-й гаубичный полк - Приданные: - 179-й пехотный полк (из 62-й дивизии) - 7-я румынская пехотная дивизия: - 14-й пехотный полк - 16-й пехотный полк - 37-й пехотный полк - 8-й лёгкий артиллерийский полк - 9-й гаубичный полк - 9-я румынская пехотная дивизия: (выжившие) - 34-й пехотный полк - 36-й пехотный полк - 40-й пехотный полк - 13-й лёгкий артиллерийский полк - 18-й гаубичный полк - II отряд: - 22-я танковая дивизия - 1/,2/204-й танковый полк (всего танков 1 Mk III K, 2 Mk III L, 1 38t) - 22-я моторизованная бригада - 1/,2/129-й моторизованный полк - 140-й противотанковый дивизион - 24-й мотоциклетный батальон - 2/,3/,4/140-й артиллерийский полк - 140-й батальон связи - 50-й пионерский батальон - 140-е подразделения поддержки дивизии - 1-я румынская танковая дивизия - 1-й танковый полк (всего танков 1 Mk III K, 1 MK IV L) - 1-й моторизованный полк - 35-й мотострелковый полк - 1-й моторизованный артиллерийский полк - 7-я румынская пехотная дивизия: (выжившие) - 14-й пехотный полк - 16-й пехотный полк - 37-й пехотный полк - 8-й лёгкий артиллерийский полк - 9-й гаубичный полк - 14-я румынская пехотная дивизия: (выжившие) - 6-й пехотный полк - 13-й пехотный полк - 39-й пехотный полк - 53-й пехотный полк - 24-й лёгкий артиллерийский полк - 29-й гаубичный полк - Приданы группе Холлидт: - 62-я пехотная дивизия - 1/,2/,3/179-й пехотный полк - 1/,2/,3/183-й пехотный полк - 1/,2/,3/190-й пехотный полк - 162-й противотанковый дивизион - 162-й велосипедный батальон - 1/,2/,3/,4/162-й артиллерийский полк - 162-й пионерский батальон - 162-й батальон связи - 162-е подразделения поддержки дивизии - 294-я пехотная дивизия - 1/,2/,3/513-й пехотный полк - 1/,2/,3/514-й пехотный полк - 1/,2/,3/515-й пехотный полк - 249-й быстрый батальон - 1/,2/,3/,4/249-й артиллерийский полк - 249-й пионерный батальон - 249-й батальон связи - 249-е подразделения поддержки дивизии - 3-я румынская армия - 2/154-й моторизованный артиллерийский полк (2 бтр 150-мм орудий и 1 бтр 100-мм орудий) - 2/154-й моторизованный артиллерийский полк (2 бтр 150-мм орудий и 1 бтр 100-мм орудий) - 520-й и 605-й пионерные полки - 652-й пионерный батальон (конный) - 5-й крепостной пионерский полк - 5-й крепостной строительный батальон - 63-й строительный батальон (3 ко) (7/38/295) (9 русских - ручных пулемётов, 13 грузовиков, 5 пассажирских автомобилей) - 7-й и 10-й бронепоезда - 576-й моторизованный картографический отряд - 1/301-й танковый батальон (2/240) (8 Pz Mk III K, 3 Pz Mk III L) - Группа Spang: - 1/354-й охранный полк (штаб и 3 роты) (около 300) - 2/354-й охранный полк (штаб и 3 роты) (около 300) - 3/354-й охранный полк (штаб и 3 роты) (около 300) - Всего для 354-го (18—27 пулемётов MG34, 8—9 пулемётов MG 34 на станке, 9 50-мм миномётов, 4 5 81-мм миномётов) - 13-я рота/354-й охранный полк (6 75-мм пехотных орудий) - 14-й полк охраны (8 50-мм пушек) - I Naschsch батальон (штаб и 3 роты) (7/43/206) (12 русских ручных пулемётов, 4 пулемётов MG13, 8 чешских MG, 4 пулемётов MG34) - II батальон (3 роты) (6/31/283) (1—2 пулемётов MG34, 14 пулемётов MG13, 8 русских ручных пулемётов, 1 47-мм ПТ) (2 конные повозки и 8 грузовиков) - Батальон Горловка (штаб и 2 роты) (6/32/173) (12 чешских ручных пулемётов, 1 SMG, 3-08/15 ручных пулемётов) (38 конных повозок и 11 грузовиков) - 2/602-й пехотный полк (штаб и 4 стрелковых полка) (5/61/353, включая 199 хиви)(111 пулемётов MG34 и 22 SMG) (76 конных повозок, 2 грузовика, 1 пассажирский автомобиль) - Группа Stahell: - 44-я пехотная дивизия (неизвестная часть приписана к VII армейскому корпусу) - 1/,2/,3/131-й пехотный полк - 1/,2/,3/132-й пехотный полк - 1/,2/,3/134-й пехотный полк - 1/,2/,3/96-й артиллерийский полк - 1/97-й артиллерийский полк - Всего орудий: 10 105-мм гаубиц и 4 «реактивных миномёта») - 46-й противотанковый дивизион (5 50-мм ПТ и 8 75-мм ПТ) - 80-й пионерный батальон - 64-й батальон связи - 44-е подразделения поддержки дивизии - I Ростовский батальон (3 человека) (6/40/340) (2 MG13, 3 MG34, 2 чешских и 8 русских ручных пулемётов) (8 русских лёгких миномётов) (13 грузовиков и 4 пассажирских автомобиля) - 63-й строительный батальон - 3-я рота 177-го пехотного полка (1/131, включая 93 «Хиви») (9 пулемётов MG34, 2 станковых пулемёта, 3 русских лёгких миномёта, 4 SMG) - Тяжелая противотанковая рота «Кляйн» (3/80) (6 75-мм ПТ и 4 русских ручных пулемёта) - Группа «Штумпфельд»: - 14-я танковая дивизия - 24-я танковая дивизия - 24-й танковый полк (1 бн) (Всего танков: 3 Mk II, 1 Mk III K, 5 Mk III L, 2 Mk IV K, 3 Mk IV L) - 1/,2/21-й моторизованный полк - 1/,2/26-й моторизованный полк - 4-й мотоциклетный батальон - 1/,2/,3/89-й артиллерийский полк (11 105-мм и 2 150-мм гаубиц, 3 88-мм орудия) - 86-й разведывательный батальон - 86-й противотанковый дивизион (11 50-мм и 1 75-мм пушек) - 86-й пионерский батальон - 86-й батальон связи - 40-е подразделения поддержки дивизии - Эстонская шума (около 300 человек) - Полк Wantke - 10-й пионерский батальон - Отряд 7-й румынской кавалерийской дивизии - Батальон I армейской группы - 7-я авиаполевая дивизия - 1-й, 2-й и 3-й батальоны - Противотанковый дивизион (3 батареи) - Артиллерийский дивизион (3 батареи) - Зенитный батальон (3 батареи) - Велосипедная рота - Пионерская рота - Рота связи - 336-я пехотная дивизия - Полк Stelle - I сталинский батальон (штаб и 3 роты) (4/26/248)(23 русских ручных пулемётов, 2 MG 13, 1 чешский пулемёт) - I харьковский батальон (штаб, 3 стрелковые роты и 1 пулемётная рота) (23 русских ручных пулемёта, 16 русских станковых пулемётов, 16 50-мм миномётов, 7 50-мм пушек) (6 конных повозок, 21 грузовик и 5 пассажирских автомобилей) (Всего танков: 8 MK III K) - 4-я танковая армия: - Штаб/617-й артиллерийский полк - 243-й батальон штурмовых орудий (1 бтр) - 203-й батальон штурмовых орудий - 2/46-й моторизованный артиллерийский полк (1 батарея, 5 150-мм гаубиц) - 844-й моторизованный артиллерийский дивизион (3 бтр, 150-мм гаубицы) - 1/108-й моторизованный артиллерийский полк (2 бтр, 150-мм гаубицы, 1 батарея 100-мм пушек) - 2/40-й моторизованный артиллерийский полк (3 бтр, 150-мм гаубицы) - 602-й моторизованный артиллерийский дивизион (3 бтр, 150-мм гаубицы) - 857-й моторизованный артиллерийский дивизион (3 бтр, 210-мм гаубицы) - 13-й артиллерийский наблюдательный батальон - 1/,2/,3/54-й полк реактивных миномётов (3 мот. 150-мм бтр. на батарею) - Штаб/21-й понтонёрский батальон - 1/505-й, 32-й, 297-й, 2/410-й, 7-й, 20-й, 666-й мостовые поезда «Б» - 13-й и 16-й мостовые поезда «К» - Командование 912-го штурмового катера - Штаб/2-й крепостной пионерский полк - 2-й крепостной батальон - 507-й велосипедный строительный батальон - 115-й строительный батальон - 218-й взвод снегоочистительных поездов (2 поезда) - 619-й зенитный батальон - 4-й механизированный полк связи - 694-я (мот) рота пропаганды - 473-й (мот) картографический отряд - 731-й и 732-й картографические депо - XXXXVIII танковый корпус: - Полк Хайльманн - 3-я моторизованная дивизия - 1/,2/,3/8-й моторизованный полк - 1/,2/,3/29-й моторизованный полк - 53-й мотоциклетный батальон - 1/,2/,3/3-й моторизованный артиллерийский полк (18 105-мм и 6 150-мм гаубиц) - 3-й противотанковый дивизион (9 50-мм и 7 75-мм пушек) - 3-й пионерский батальон - 3-й батальон связи - 3-и подразделения дивизии - 60-я моторизованная дивизия (некоторая неизвестная, часть откомандирована в XI армейский корпус) - 1/,2/,3/92-й моторизованный полк - 1/,2/,3/120-й моторизованный полк - 160-й мотоциклетный батальон - 1/,2/,3/160-й артиллерийский полк (20 105-мм и 8150-мм гаубиц sFH 18, 13 100-мм пушек, 3 88-мм пушки) - 160-й противотанковый дивизион (7 50-мм и 3 75-мм пушки) - 160-й пионерский батальон - 160-й батальон связи - 160-е подразделения дивизии - Полк Адам - I Моросовский батальон (штаб и 3 стрелковых отделения) (6/291)13 (28 русских пулеметов) - Батальон Санкт-Поттен - Батальон II армейской группы - LVII танковый корпус: - 6-я танковая дивизия - 1/,2/11-й танковый полк (танки — 8 Mk II, 89 Mk III, 13 Mk IV, 5 бронированных командных машин) - 1/,2/4-й моторизованный полк - 1/,2/114-й моторизованный полк - 6-й мотоциклетный батальон - 65-й танковый батальон - 1/,2/,3/76-й артиллерийский полк - 41-й противотанковый дивизион - 82-й батальон связи - 57-е подразделения поддержки дивизии - 23-я танковая дивизия - 1/,2/,3/201-й танковый полк (танки — 11 Mk II, 10 Mk III K 22 Mk III, 1 Mk IV K, 25 MK IV L) - 23-я моторизованная бригада - 1/,2/,3/126-й моторизованный полк - 1/,2/,3/128-й моторизованный полк - 128-й противотанковый дивизион - 23-й мотоциклетный батальон - 1/,2/,3/,4/128-й артиллерийский полк - 128-й батальон связи - 51-й пионерский батальон - 128-е подразделения поддержки дивизии | - 4-я румынская армия: - VI румынский армейский корпус: - 8-я румынская пехотная дивизия: - 29-й пехотный полк - 38-й пехотный полк - 42-й пехотный полк - 69-й пехотный полк - 12-й лёгкий артиллерийский полк - 17-й гаубичный полк - 18-я румынская пехотная дивизия: - 18-й пехотный полк - 90-й пехотный полк - 92-й пехотный полк - 35-й артиллерийский полк - 36-й артиллерийский полк - 10-й каларашский кавалерийский полк (1 эскадрон) - Подразделения усиления - Макаевский I батальон (штаб и 3 роты) (5/320) (4 ручных пулемётов) - Моросовская II батальон (3 роты) (6/291) (5 MG 08/15) - Моросовская III батальон (3 роты) (6/291) (5 MG 08/15) - Моросовская IV батальон (3 роты) (6/291) (12 русских ручных пулемётов) - Харьковский II батальон (штаб, 3 стрелковые роты, 1 взвод ПТ) (4/327) (10 русских пулемётов, 8 русских станковых пулеметов, 8 русских лёгких миномётов, 5 47-мм русских ПТ-орудий) (14 грузовиков и 3 пассажирских автомобиля) - Батальон «Висманн» (3/120) (4 150-мм гаубицы) - VII румынский армейский корпус: - Отряд 8-й румынской кавалерийской дивизии - 4-я румынская пехотная дивизия: - 5-й пехотный полк - 20-й пехотный полк - 21-й пехотный полк - 2-й лёгкий артиллерийский полк - 10-й гаубичный полк - 5-я румынская пехотная дивизия: - 8-й пехотный полк - 9-й пехотный полк - 32-й пехотный полк - 7-й лёгкий артиллерийский полк - 28-й гаубичный полк - 16-я моторизованная дивизия: - 1/,2/,3/60-й моторизованный полк - 1/,2/,3/156-й моторизованный полк - 116-й танковый батальон - 165-й мотоциклетный батальон - 1/,2/,3/,4/146-й артиллерийский полк - 341-й разведывательный батальон - 228-й противотанковый дивизион - 675-й пионерский батальон - 228-й батальон связи - 66-е подразделения снабжения - В распоряжении армии: - 1-я румынская пехотная дивизия (только штаб?) - 17-й пехотный полк - 55-й пехотный полк - 57-й пехотный полк - 1-й лёгкий артиллерийский полк - 38-й гаубичный полк - 2-я румынская пехотная дивизия (только штаб?) - 1-й пехотный полк - 26-й пехотный полк - 31-й пехотный полк - 4-й лёгкий артиллерийский полк - 14-й гаубичный полк - 11-я танковая дивизия: - 11-я моторизованная бригада - 1/,2/110-й моторизованный полк - 1/,2/111-й моторизованный полк - 61-й мотоциклетный батальон - 1/,2/15-й танковый полк (танки — 8 Pz II, 9 Pz III K, 43 Pz III L, 1 Pz IV K, 5 Pz IV L, 3 бронированные КШМ) - 1/,2/,3/119-й артиллерийский полк - 61-е подразделения поддержки дивизии - 15-я зенитная дивизия: - 2-я батарея, 241-й зенитный дивизион - 1-я, 3-я, 8-я, 9-я и 10-я батареи - 1-я батарея, 17-й зенитный дивизион - 1-я батарея, 25-й зенитный дивизион - 1-й и 3-й дивизионы, 168-й зенитный дивизион - Штаб и 2-я батарея 178-го лёгкого зенитного дивизиона - 1-я батарея, 61-й зенитного дивизиона - 2-й батарея учебного лёгкого зенитного дивизиона - 6-я армия: - Штаб/627-й артиллерийский полк - Штаб/783-й артиллерийский полк - Штаб/41-й артиллерийский полк - 177-й батальон штурмовых орудий - 244-й батальон штурмовых орудий - 245-й батальон штурмовых орудий - 243-й батальон штурмовых орудий - 2/40-й моторизованный артиллерийский полк (1 батарея, 4-100-мм орудия) - 849-й моторизованный артиллерийский дивизион (2 бтр, 100-мм орудия, 1 бтр 75-мм орудий) - 2/153-й моторизованный артиллерийский полк (3 бтр, 100-мм орудия) - 631-й моторизованный артиллерийский дивизион (3 бтр, 100-мм орудия) - 2/64-й моторизованный артиллерийский полк (3 бтр, 100-мм орудия) - 430-й моторизованный артиллерийский дивизион (3 бтр, 100-мм орудия) - 2/72-й моторизованный артиллерийский полк (3 бтр, 100-мм орудия) - 800-й моторизованный артиллерийский дивизион (2 бтр, 150-мм орудия K) - 616-й моторизованный артиллерийский дивизион (3 бтр, 210-мм гаубицы) - 733-й моторизованный артиллерийский дивизион (3 бтр, 210-мм гаубицы) - 855-й моторизованный артиллерийский дивизион (3 бтр, 210-мм гаубицы) - 7-й, 36-й, 25-й и 29-й артиллерийские наблюдательные батальоны - 40-й, 28-й и 43-й батальоны артиллерийского наблюдения - 507-й и 512-й метеорологические взводы - 506-й (венгерский) и 511-й (мот) топографические отряды - 1/,2/2-й полк реактивных миномётов (3 мот 210-мм бтр на полк) - 1/,2/,3/53-й полк реактивных миномётов (3 мот 150-мм бтр в бн) - 1/,2/,3/54-й полк реактивных миномётов (3 мот 150-мм бтр в бн) - Штаб/413-й моторизованный пионерский полк - Штаб/604-й моторизованный пионерский полк - Штаб/677-й моторизованный пионерский полк - 651-й моторизованный пионерский батальон - 60-й моторизованный пионерский батальон - 41-й моторизованный пионерский батальон - 45-й моторизованный пионерский батальон - 635-й моторизованный пионерский батальон - 754-й пионерский батальон - 672-й пионерский батальон - 3-й моторизованный инженерный взвод прослушивания - Штаб/255-й понтонёрский батальон - Штаб/522-й понтонёрский батальон - Штаб/655-й понтонёрский батальон - 2/21-й понтонёрский батальон - 925-я понтонная колонна - 48-й, 122-й, 160-й 2/404-й и 635-й мостовые поезда «Б» - 34-й, 100-й, 134-й и 657-й мостовые поезда «К» - Штаб/16-го крепостного пионерского полка - 16-й крепостной пионерский батальон - Штаб/23-й строительный батальон - 540-й строительный батальон - 521-й строительный батальон - 501-й велосипедный строительный батальон - 130-й строительный батальон - 105-й строительный батальон - 161-й строительный батальон - 10-й строительный батальон - 16-й строительный батальон - 1-й строительный батальон - 9-й специальный пехотный батальон - 670-й самоходный ПТА дивизион (76,2-мм орудия) - 521-й самоходный ПТА дивизион (76,2-мм орудия) - 614-й (мот) зенитный батальон - 602-й (мот) зенитный батальон - 103-я (мот) зенитная батарея - 549-й (мот) полк связи - 637-я (мот) рота пропаганды - 560-й (мот) картографический отряд - 573-й (мот) картографический склад - VIII армейский корпус: - 113-я пехотная дивизия: - 1/,2/,3/260-й пехотный полк - 1/,2/,3/261-й пехотный полк - 1/,2/,3/268-й пехотный полк - 113-й противотанковый дивизион (4 50-мм и 4 75-мм орудия ПТО) - 113-й велосипедный батальон - 1/,2/,3/,4/113-й артиллерийский полк (27 105-мм и 4 150-мм гаубицы) - 113-й пионерный батальон - 113-й батальон связи - 113-е подразделения поддержки дивизии - 76-я пехотная дивизия: - 1/,2/,3/178-й пехотный полк - 1/,2/,3/203-й пехотный полк - 1/,2/,3/230-й пехотный полк - 176-й противотанковый дивизион - 176-й велосипедный батальон - 1/,2/,3/,4/176-й артиллерийский полк - 176-й пионерский батальон - 176-й батальон связи - 176-е подразделения поддержки дивизии - 44-я пехотная дивизия (придана группе «Стахель») - IV армейский корпус: - 29-я моторизованная дивизия: - 1/,2/,3/15-й моторизованный полк - 1/,2/,3/71-й моторизованный полк - 129-й танковый батальон - 29-й мотоциклетный батальон - 1/,2/,3/,4/29-й моторизованный артиллерийский полк (21 105-мм, 6 150-мм гаубиц и 4 100-мм пушки и 4 реактивных миномёта) - 29-й разведывательный батальон - 29-й противотанковый дивизион (15 50-мм ПТ и 7 75-мм ПТ) - 29-й пионерский батальон - 29-й батальон связи - 29-е подразделения поддержки дивизии - 20-я румынская пехотная дивизия: - 82-й пехотный полк - 91-й пехотный полк - 39-й лёгкий артиллерийский полк - 40-й гаубичный полк - 297-я пехотная дивизия: - 1/,2/,3/522-й пехотный полк - 1/,2/,3/523-й пехотный полк - 1/,2/,3/524-й пехотный полк - 297-й противотанковый дивизион (15 50-мм и 7 75-мм танков) - 297-й велосипедный батальон - 1/,2/,3/,4/297-й артиллерийский полк (27 105-мм и 7 150-мм гаубиц, 3 100-мм орудия) - 297-й пионерный батальон - 297-й батальон связи - 297-е подразделения поддержки дивизии - 371-я пехотная дивизия: - 1/,2/,3/669-й пехотный полк - 1/,2/,3/670-й пехотный полк - 1/,2/,3/671-й пехотный полк - 1/,2/,/3,/4,371-й артиллерийский полк (21 105-мм и 7 150-мм гаубиц) - 371-й противотанковый дивизион (7 50-мм и 5 75-мм пушек) - 371-й разведывательный батальон - 371-й инженерный батальон - 371-й батальон связи - 371-е подразделения поддержки дивизии - XIV танковый корпус - 376-я пехотная дивизия: - 1/,2/,3/672-й пехотный полк - 1/,2/,3/673-й пехотный полк - 1/,2/,3/767-й пехотный полк - 1/,2/,3/,4/376-й артиллерийский полк (9 105-мм и 3 150-мм гаубицы, - 376-й противотанковый дивизион (9 75-мм ПТ) - 376-й разведывательный батальон - 376-й инженерный батальон - 376-й пионерский батальон - 376-е подразделения поддержки дивизии - 3-я моторизованная дивизия: - 1/,2/,3/8-й моторизованный полк - 1/,2/,3/29-й моторизованный полк - 53-й мотоциклетный батальон - 1/,2/,3/,4/3-й моторизованный артиллерийский полк - 63-й разведывательный батальон - 3-е подразделения поддержки дивизии - XI армейский корпус: - 24-я пехотная дивизия: - неизвестная часть дивизии присутствует - 16-я танковая дивизия: - 1/,2/,3/2-й танковый полк - 16-я моторизованная бригада - 1/,2/,3/64-й моторизованный полк - 1/,2/,3/79-й моторизованный полк - 16-й моторизованный противотанковый дивизион (10 50-мм и 3 75-мм орудия ПТО) - 16-й мотоциклетный батальон - 1/,2/,3/,4/16-й артиллерийский полк (20 105-мм & 8 150-мм гаубиц sFH 18, 13 100-мм пушек, 3 88-мм орудия) - 16-й батальон связи - 16-й пионерный батальон - 16-е подразделения поддержки дивизии - 60-я моторизованная дивизия: неизвестная часть дивизии присутствует - 94-я пехотная дивизия: - Пехотная кампфгруппа (4 человека) - Отряд/193-й артиллерийский полк (27 105-мм и 5 150-мм гаубиц) - 193-й противотанковый дивизион (2 75-мм пушки) - Отряд/193-й развед. батальон - Отряд/193-й пионерский батальон (1 рота) - Отряд/193-й батальон связи - Отряд/193-е подразделения поддержки дивизии - LI армейский корпус: - 71-я пехотная дивизия: - 1/,2/,3/191-й пехотный полк - 1/,2/,3/194-й пехотный полк - 1/,2/,3/211-й пехотный полк - 171-й противотанковый дивизион (5 50-мм ПТ и 6 75-мм ПТ) - 171-й велосипедный батальон - 1/,2/,3/,4/171-й артиллерийский полк (26 105-мм и 7 150-мм гаубиц, 10 трофейных орудий) - 171-й пионерный батальон - 171-й батальон связи - 171-е подразделения поддержки дивизии - 295-я пехотная дивизия: - 1/,2/,3/516-й пехотный полк - 1/,2/,3/517-й пехотный полк - 1/,2/,3/518-й пехотный полк - 1/,2/,3/,4/295-й артиллерийский полк (27 105-мм и 7 150-мм гаубиц) - 295-й пионерный батальон - 295-й батальон связи - 295-й противотанковый дивизион - 295-е подразделения поддержки дивизии - 100-я лёгкая пехотная дивизия: - 1/,2/,3/54-й лёгкий пехотный полк - 1/,2/,3/227-й лёгкий пехотный полк - 1/,2/,3/,4/83-й артиллерийский полк (15 105-мм и 5 150-мм гаубиц, 22 захваченных орудий) - 100-й велосипедный батальон - 100-й противотанковый дивизион (9 50-мм и 9 75-мм пушек) - 100-й пионерский батальон - 100-й батальон связи - 100-е подразделения поддержки дивизии - 79-я пехотная дивизия: - 1/,2/,3/208-й пехотный полк - 1/,2/,3/212-й пехотный полк - 1/,2/,3/226-й пехотный полк - 179-й противотанковый дивизион (9 50-мм и 8 75-мм орудий ПТ) - 179-й велосипедный батальон - 1/,2/,3/,4/179-й артиллерийский полк (28 105-мм и 8 150-мм гаубиц) - 179-й пионерный батальон - 179-й батальон связи - 179-е подразделения поддержки дивизии - 305-я пехотная дивизия: - 1/,2/,3/576-й пехотный полк - 1/,2/,3/577-й пехотный полк - 1/,2/,3/578-й пехотный полк - 1/,2/,3/305-й артиллерийский полк (18 105-мм и 10 150-мм гаубиц, & 2 батареи реактивных миномётов — 10 пусковых установок) - 305-й противотанковый дивизион (6 50-мм и 4 75-мм пушки) - 305-й пионерский батальон - 305-й батальон связи - 305-е подразделения поддержки дивизии - 389-я пехотная дивизия: - 1/,2/,3/544-й пехотный полк - 1/,2/,3/545-й пехотный полк - 1/,2/,3/546-й пехотный полк - 389-й быстрый батальон - 1/,2/,3/,4/389-й артиллерийский полк (15 105-мм и 8 150-мм гаубиц, 2 батареи реактивных миномётов — 8 пусковых установок) - 389-й противотанковый дивизион (9 50-мм и 2 75-мм пушки) - 389-й пионерный батальон - 389-й батальон связи - 389-я пехотная дивизия - Подразделения поддержки дивизии - В распоряжении армии - 14-я танковая дивизия: (неизвестная часть приписана к дивизии Стампфилда, но здесь показана вся дивизия и её ВВТ). - 1/,2/36-й танковый полк - 1/,2/103-й моторизованный полк - 1/,2/108-й моторизованный полк - 1/,2/,3/4-й артиллерийский полк (18 105-мм и 4 150-мм гаубицы, 1 100-мм пушка 4 реактивных миномёта) - 64-й мотоциклетный батальон - 4-й противотанковый дивизион (1 50-мм и 3 75-мм пушки) - 40-й разведывательный батальон - 13-й пионерский батальон - 4-й пионерский батальон связи - 4-е подразделения поддержки дивизии - 384-я пехотная дивизия: - 1/,2/,3/534-й пехотный полк - 1/,2/,3/535-й пехотный полк - 1/,2/,3/536-й пехотный полк - 384-й батальон шнеллеров (7 50-мм и 10 75-мм орудий ПТО) - 1/,2/,3/,4/384-й артиллерийский полк (12 105-мм гаубиц и 4 небельреактивных миномёта) - 384-й пионерный батальон - 384-й батальон связи - 384-е подразделения поддержки дивизии |

### 28 декабря 1942 года
| - 71-я пехотная дивизия - 191-й пехотный полк - 194-й пехотный полк - 211-й пехотный полк - 171-й противотанковый дивизион - 171-й велосипедный батальон - 171-й артиллерийский полк - 171-й инженерный батальон - 171-й батальон связи - Подразделения поддержки дивизии - 7 батальонов, 2 свыше 100 чел., 2 свыше 200 чел., 30 % мобильны - 8 лёгких батарей, 30 орудий, 35 % мобильны - 2 тяжёлые батареи, 7 орудий, 35 % мобильны - 6 средних & 8 тяжёлых противотанковых орудий - Инженеров — свыше 100 чел., лошадиные упряжки частично без конного состава, (моторизованы) 40 % мобильны - 295-я пехотная дивизия - 516-й пехотный полк - 517-й пехотный полк - 518-й пехотный полк - 295-й быстрый батальон (Schnelle Abteilung 295) - 295-й артиллерийский полк - 295-й инженерный батальон - 295-й батальон связи - Подразделения поддержки дивизии - 7 батальонов, 1 свыше 200 чел., 6 свыше 100 чел., 30 % мобильны - 9 лёгких батарей, 29 орудий, немобильны - 3 тяжёлые батареи, 7 орудий, немобильны - 7 средних & 7 тяжёлых противотанковых орудий - Инженеров — свыше 100 чел., 15 % мобильны - 100-я лёгкая пехотная дивизия - 54-й лёгкий пехотный полк - 227-й лёгкий пехотный полк - 83-й артиллерийский полк - 100-й велосипедный батальон - 100-й противотанковый дивизион - 100-й инженерный батальон - 100-й батальон связи - Подразделения поддержки дивизии - 3 батальона, 1 свыше 400 чел., 1 средних, 1 свыше 200 чел., 55 % мобильны - 6 лёгких батарей, 23 орудий, 20 % мобильны - 4 горных батарей, 15 орудий, 100 % мобильны - 2 тяжёлые батареи, 5 орудий, 50 % мобильны - 6 средних & 7 тяжёлых противотанковых орудий - Инженеров — свыше 200 чел., 50 % мобильны - 79-я пехотная дивизия: - 208-й пехотный полк - 212-й пехотный полк - 226-й пехотный полк - 179-й артиллерийский полк - 179-й быстрый батальон - 179-й инженерный батальон - 179-й батальон связи - Подразделения поддержки дивизии - 6 батальонов, 1 свыше 200 чел., 2 sсвыше 100 чел., 3 менее 100 чел.. - 9 лёгких батарей, 32 орудий, немобильны - 3 тяжёлые батареи, 8 орудий, немобильны - 12 средних & 9 тяжёлых противотанковых орудий - Инженеров — свыше 100 чел., 50 % мобильны - 305-я пехотная дивизия - 576-й пехотный полк - 577-й пехотный полк - 578-й пехотный полк - 305-й быстрый батальон - 305-й артиллерийский полк - 305-й инженерный батальон - 305-й батальон связи - Подразделения поддержки дивизии - 6 батальонов, 1 свыше 200 чел., 3 23ak, 2 менее 100 чел., 5 % мобильны - 6 лёгких батарей, 18 орудий, немобильны - 3 тяжёлые батареи, 11 орудий, немобильны - 2 батареи реактивных миномётов, 10 реактивных миномётов, немобильны - 10 средних & 8 тяжёлых противотанковых орудий - Инженеров — менее 100 чел., 60 % мобильны - 389-я пехотная дивизия - 544-й пехотный полк - 545-й пехотный полк - 546-й пехотный полк - 389-й быстрый батальон - 389-й артиллерийский полк - 389-й инженерный батальон - 389-й батальон связи - Подразделения поддержки дивизии - 6 батальонов, 1 средних, 4 свыше 200 чел., 1 свыше 100 чел., 5 % мобильны - 6 лёгких батарей, 17 орудий, немобильны - 2 тяжёлые батареи, 8 орудий, немобильны - 2 батареи реактивных миномётов, 10 реактивных миномётов, немобильны - 9 средних & 1 тяжёлых противотанковых орудий - Инженеров — средней укомплектованности, 5 % мобильны - 24-я танковая дивизия - 24-й танковый полк - 21-й моторизованный полк - 26-й моторизованный полк - 40-й противотанковый дивизион - 4-й мотоциклетный батальон - 89-й артиллерийский полк - 86-й батальон связи - 40-й инженерный батальон - Подразделения поддержки дивизии - 5 батальонов, все свыше 100 чел., 100 % мобильны - 3 лёгкие батареи, 11 орудий, 100 % мобильны - 1 тяжёлая батарея, 2 орудия, 100 % мобильны - 1 смешанная зенитная батарея, 3 88mm, 5 20mm орудий, 100 % мобильны - 19 средних & 2 тяжёлых противотанковых орудий - Инженеры — weka, 100 % мобильны - 16-я танковая дивизия - 2-й танковый полк - 64-й моторизованный полк - 79-й моторизованный полк - 16-й противотанковый дивизион - 16-й мотоциклетный батальон - 16-й артиллерийский полк - 16-й батальон связи - 16-й инженерный батальон - Подразделения поддержки дивизии - 4 батальонов, 1 свыше 100 чел., 3 менее 100 чел., 85 % мобильны - 3 лёгкие батареи, 12 орудий, 80 % мобильны - 3 тяжёлые батареи, 8 орудий, 80 % мобильны - 1 тяжёлых Flak батарея (3-88mm), 80 % мобильны - 17 средних & 6 тяжёлых противотанковых орудий - Инженеров — менее 100 чел., 80 % мобильны - 60-я моторизованная дивизия - 92-й моторизованный полк - 120-й моторизованный полк - 160-й противотанковый дивизион - 160-й танковый батальон - 160-й мотоциклетный батальон - 160-й артиллерийский полк - 160-й батальон связи - 160-й инженерный батальон - Подразделения поддержки дивизии - 6 батальонов, 5 свыше 200 чел., 1 свыше 100 чел., 75 % мобильны - 6 лёгких батарей, 22 орудий, 75 % мобильны - 3 тяжёлые батареи, 10 орудий, 70 % мобильны - 1 лёгкая зенитная батарея, 12 20mm орудия, 60 % мобильны - 1 тяжёлая зенитная батарея, 2 88mm орудия, 80 % мобильны - 9 средних & 5 тяжёлых противотанковых орудий - Инженеры — weka, 80 % мобильны - 113-я пехотная дивизия - 260-й пехотный полк - 261-й пехотный полк - 268-й пехотный полк - 113-й противотанковый дивизион - 113-й велосипедный батальон - 113-й артиллерийский полк - 113-й инженерный батальон - 113-й батальон связи - Подразделения поддержки дивизии - 6 батальонов, 2 средних, 2 свыше 200 чел., 1 свыше 100 чел., 1 менее 100 чел., - 8 лёгких батарей, 24 орудия, 15 % мобильны - 2 тяжёлые батареи, 4 орудия, 50 % мобильны - 9 средних & 3 тяжёлых противотанковых орудий - Инженеров — свыше 100 чел., 40 % мобильны | - 76-я пехотная дивизия - 178-й пехотный полк - 203-й пехотный полк - 230-й пехотный полк - 176-й противотанковый дивизион - 176-й велосипедный батальон - 176-й артиллерийский полк - 176-й инженерный батальон - 176-й батальон связи - Подразделения поддержки дивизии - 6 батальонов, 2 свыше 200 чел., 4 свыше 100 чел. - 9 лёгких батарей, 25 орудий, 10 % мобильны - 2 тяжёлые батареи, 5 орудий, немобильны - 5 средних & 9 тяжёлых противотанковых орудий - Инженеров — свыше 100 чел., 30 % мобильны - 44-я пехотная дивизия - 131-й пехотный полк - 132-й пехотный полк - 134-й пехотный полк - 46-й противотанковый дивизион - 44-й велосипедный батальон - 96-й артиллерийский полк - 1-я батарея 97-го артиллерийского дивизиона - 80-й инженерный батальон - 64-й батальон связи - Подразделения поддержки дивизии - 5 батальонов, 4 свыше 100 чел. & 1 свыше 200 чел., 20 % мобильны - 5 лёгких батарей, 13 орудий, 70 % мобильны - 1 тяжёлая батарея, 2 орудий, 60 % мобильны - 1 батарея реактивных миномётов, 2 реактивных миномёта, 50 % мобильны - 5 средних & 18 тяжёлых противотанковых орудий - Инженеров — менее 100 чел., 80 % мобильны - 376-я пехотная дивизия - 672-й пехотный полк - 673-й пехотный полк - 767-й пехотный полк - 376-й быстрый батальон - 376-й артиллерийский полк - 376-й инженерный батальон - 376-й батальон связи - Подразделения поддержки дивизии - 3 батальона, 1 свыше 100 чел., 1 менее 100 чел., 1 свыше 200 чел., 10 % мобильны - 3 лёгкие батареи, 8 орудий, немобильны - 1 тяжёлая батарея, 3 орудий, немобильны - 2 батареи реактивных миномётов, 10 реактивных миномётов, немобильны - 5 средних & 10 тяжёлых противотанковых орудий - Инженеров — свыше 100 чел., немобильны - 3-я моторизованная дивизия - 8-й моторизованный полк - 29-й моторизованный полк - 3-й противотанковый дивизион - 103-й танковый батальон - 53-й мотоциклетный батальон - 3-й артиллерийский полк - 3-й батальон связи - 3-й инженерный батальон - Подразделения поддержки дивизии - 5 батальонов, 1 свыше 200 чел., 4 свыше 100 чел., 50 % мобильны - 6 лёгких батарей, 22 орудий, 50 % мобильны - 2 тяжёлые батареи, 7 орудий, 50 % мобильны - 17 средних & 11 тяжёлых противотанковых орудий - Инженеров — свыше 100 чел., 50 % мобильны - 29-я моторизованная дивизия - 15-й моторизованный полк - 71-й моторизованный полк - 29-й противотанковый дивизион - 129-й танковый батальон - 29-й мотоциклетный батальон - 29-й артиллерийский полк - 29-й батальон связи - 29-й инженерный батальон - Подразделения поддержки дивизии - 8 батальонов, 1 свыше 100 чел., 5 средних, 1 свыше 200 чел., 1 менее 100 чел., 980 % - мобильны - 6 лёгких батарей, 20 орудий, 90 % мобильны - 3 тяжёлые батареи, 10 орудий, 90 % мобильны - 16 средних & 3 тяжёлые противотанковые орудия - Инженеров — свыше 200 чел., 90 % мобильны - 297-я пехотная дивизия - 522-й пехотный полк - 523-й пехотный полк - 524-й пехотный полк - 297-й противотанковый дивизион - 297-й велосипедный батальон - 297-й артиллерийский полк - 297-й инженерный батальон - 297-й батальон связи - Подразделения поддержки дивизии - 8 батальонов, 1 средних, 4 свыше 200 чел., 3 свыше 100 чел., 50 % мобильны - 9 лёгких батарей, 27 орудий, немобильны - 3 тяжёлые батареи, 7 орудий, немобильны - 13 средних & 13 тяжёлых противотанковых орудий - Инженеров — свыше 100 чел., 50 % мобильны - 371-я пехотная дивизия - 669-й пехотный полк - 670-й пехотный полк - 671-й пехотный полк - 371-й быстрый батальон - 371-й артиллерийский полк - 371-й инженерный батальон - 371-й батальон связи - Подразделения поддержки дивизии - 7 батальонов, 2 свыше 200 чел., 5 свыше 100 чел., 50 % мобильны - 6 лёгких батарей, 24 орудий, 30 % мобильны - 3 тяжёлые батареи, 9 орудий, немобильны - 2 батареи реактивных миномётов, 11 реактивных миномётов, немобильны - 18 средних & 8 тяжёлых противотанковых орудий - Инженеров — свыше 100 чел., 15 % мобильны - 14-я танковая дивизия - 36-й танковый полк - 103-й моторизованный полк - 108-й моторизованный полк - 4-й противотанковый дивизион - 64-й мотоциклетный батальон - 4-й артиллерийский полк - 4-й батальон связи - 13-й инженерный батальон - Подразделения поддержки дивизии - 3 батальона, 1 средних, 1 свыше 200 чел., 1 свыше 100 чел., 100 % мобильны - 3 лёгкие батареи, 12 орудий, 100 % мобильны - 1 тяжёлая батарея, 5 орудий, 100 % мобильны - 2 средних & 9 тяжёлых противотанковых орудий - Инженеры — разбиты - 94-я пехотная дивизия - 267-й пехотный полк - 274-й пехотный полк - 276-й пехотный полк - 194-й быстрый батальон - 194-й артиллерийский полк - 194-й инженерный батальон - 194-й батальон связи - Подразделения поддержки дивизии - 6 батальонов, 5 свыше 100 чел., 1 менее 100 чел. - 6 лёгких батарей, 24 орудий, 15 % мобильны - 2 тяжёлые батареи, 5 орудий, 15 % мобильны - 4 средних & 4 тяжёлых противотанковых орудий - Инженеров — менее 100 чел., 5 % мобильны - 384-я пехотная дивизия - 534-й пехотный полк - 535-й пехотный полк - 536-й пехотный полк - 384-й быстрый батальон - 384-й артиллерийский полк - 384-й инженерный батальон - 384-й батальон связи - Подразделения поддержки дивизии - 6 батальонов, 4 свыше 100 чел., 2 менее 100 чел., 10 % мобильны - 5 лёгких батарей, 18 орудий, немобильны - 1 батарея реактивных миномётов, 5 реактивных миномётов, немобильны - нет противотанковых орудий - Инженеров — сражались (foughtout), 15 % мобильны - Дивизия разделена между 44-й и 376-й дивизиями |

### В феврале 1943 года
- 1-я танковая армия
- 4-я танковая армия
- армейская группа «Холлидт»
- 3-я румынская армия
- 4-я румынская армия

## Командующий группой армий
Генерал-фельдмаршал Эрих фон Манштейн